# Discordancia de género
La incongruencia o discordancia de género (en inglés: gender incongruence o incongruity) es un término utilizado la nueva edición de la Clasificación Internacional de Enfermedades (CIE-11), publicada en junio de 2018. Según esta edición, los trastornos de identidad de género de la CIE-10 (transexualidad, travestismo de doble rol y otros tipos de disforia de género) se cambiaron de la lista de trastornos mentales y del comportamiento y fueron transferidos a la sección "Condiciones relacionadas con la salud sexual",  ya que los expertos implicados en el diseño de la CIE-11 consideraron indispensable que se mantuviera su inclusión dentro de las categorías que aseguran la cobertura sanitaria. Fue dividido en 3 subsecciones: Grupos de activistas como GATE (Global Action for Trans Equality) siguen rechazando el término “incongruencia de género” por patologizante y preferirían que se lo incluyera entre los “factores que influyen en el estado de salud y el contacto con los servicios de salud”, condiciones que no implican la existencia de trastorno o enfermedad, como el embarazo.
- Discordancia de género en la adolescencia y adultez (HA60);[6][7]
- Discordancia de género en la infancia (HA61);[8][7]
- Incongruencia de género, inespecífica (HA6Z), no especificados.[9][10]

Existe una polémica acerca de considerar  la transgeneridad y la diversidad de género como problemas de salud mental ya que la clasificación de estas variaciones como trastornos mentales conduce a la estigmatización. Mientras que el  Manual diagnóstico y estadístico de los trastornos mentales V edición lo presenta en su lista de trastornos mentales, y la CIE-10 CM lo enlista como un desorden mental, la OMS lo ha descartado como un trastorno psiquiátrico.
El desajuste de género en la adolescencia tardía y la edad adulta (HA60) se caracteriza por una desconexión pronunciada y persistente entre el género y el sexo asignado al nacer por personas que tienen al menos dos de las siguientes características: 
1. fuerte rechazo o incomodidad de las características sexuales primarias o secundarias;
2. un fuerte deseo de deshacerse de algunas o todas sus características sexuales primarias y/o secundarias debido a su inconsistencia de género;
3. un fuerte deseo de tener características sexuales primarias y/o secundarias de un género percibido. La persona tiene un fuerte deseo de vivir y ser aceptada como una persona del género percibido.

El sentimiento de incongruencia de género debe estar presente de forma continua durante al menos varios meses. El diagnóstico no se puede hacer antes de la pubertad. La excepción son los trastornos parafílicos. El comportamiento de inconformidad de género en sí mismo no es una base para un diagnóstico.
La versión de la CIE presentada para su aprobación final en la Asamblea Mundial de la Salud en mayo de 2019 entró en vigor el 1 de enero de 2022. Esta versión es de naturaleza preliminar e introductoria y permitirá a los países desarrollar planes para usar la nueva versión, preparar sus traducciones y realizar capacitaciones nacionales de profesionales de la salud.